# Любомір Гуртай
Любомір Гуртай (словац. Ľubomír Hurtaj; народився 28 листопада 1975 у м. Топольчани, ЧССР) — словацький хокеїст, центральний нападник. 
Вихованець хокейної школи ХК «Топольчани». Виступав за ХК «Топольчани», ХК Пряшів, ХК «Спішска Нова Вес», ХК «Нітра», ХК «Банська Бистриця», «Дукла» (Тренчин), «Слован» (Братислава), «Пльзень», ГІФК (Гельсінкі), ХК «Карлови Вари», ХК «Лозанна», «Гріззлі Адамс Вольфсбург», ХК «Вітковіце», ХКм «Зволен», «Гілфорд Флеймс», «Нове Замки», ХК «Меркуря-Чук».
У складі національної збірної Словаччини провів 55 матчів (12 голів); учасник чемпіонату світу 2000.
Срібний призер чемпіонату світу (2000). Чемпіон Словаччини (2002, 2003, 2007), бронзовий призер (2001). Бронзовий призер чемпіонату Фінляндії (2004).